# Triocala
Triokala (o Triokla) era una città antica della Sicilia citata per la prima volta da Diodoro Siculo, che la descrive nell'ambito della seconda guerra servile. 
Il suo nome letteralmente significa tre cose belle, τρία καλὰ, che Diodoro elenca: la presenza di sorgenti d'acqua pura, campi fertili, e la posizione inespugnabile.
Per queste caratteristiche, Salvio detto Trifone, lo schiavo ribelle, la scelse come capitale del suo regno di lingua greca. Si trovava su una rocca inaccessibile, per questo era un luogo sicuro. Trifone vi costruì un palazzo un'agorà, e un muro di cinta lungo otto stadi.
La città è menzionata da Silio Italico nei suoi Punica, e da Cicerone nelle sue Verrine, dove un certo Leonida fu accusato di cospirazione e fatto arrestare dal governatore Verre.
Al tempo di Plinio il Vecchio invece era una civitas stipendaria, il che conferma la prosperità di questa città.
Stefano di Bisanzio la menziona nella sua opera; i suoi abitanti si chiamavano Tricalini o Triocalini.
Secondo alcuni studiosi la città era sorta sulle rovine di una precedente città sicana e risorta come città greca, dove grazie a Trifone visse il suo massimo splendore.
Grazie a Tolomeo, che ha menzionato le coordinate della città nella sua Geografia, sappiamo che la città si trovava a ovest di Akragas, e non molto distante da Eraclea Minoa.
La città è infatti stata identificata con l'odierna Caltabellotta, che si trova appunto sopra un colle quasi imprendibile.